# Stephanos Mar Theodosios
Stephanos Mar Theodosius (Teodozjusz, imię świeckie Stephanos Kalayath, ur. 2 października 1924 w Pathamootom, zm. 5 listopada 2007) – duchowny Malankarskiego Kościoła Ortodoksyjnego, w latach 1979–2007 biskup Kalkuty.

## Życiorys
W 1946 został wyświęcony na diakona; Święcenia kapłańskie przyjął rok później. Sakrę biskupią otrzymał 16 lutego 1975 roku z rąk katolikosa Bazylego Eugeniusza I, rok później został mianowany ordynariuszem Madrasu. W 1979 objął rządy w diecezji Kalkuta. Zmarł 5 listopada 2007 roku.